# 丹下左膳 (1958年の映画)
『丹下左膳』（たんげさぜん）は、1958年（昭和33年）3月18日公開の日本の時代劇映画である。配給：東映、監督：松田定次、主演：大友柳太朗。カラー、東映スコープ、100分。ポスター表記等の宣伝時のタイトルは『丹下左膳 決定版』（たんげさぜん けっていばん）で、ビデオソフト（東映ビデオ VHS：VCTB00384、DVD：DSTD03496）やVOD配信などではこの別題で販売・公開されている。
大友柳太朗主演版『丹下左膳』シリーズの第1作。大友版は、本作を含めて合計5本のシリーズが作られた。本作は東映スコープ公開1周年記念作品として製作され、大友やかつて左膳を演じた大河内傳次郎のほか、美空ひばり、大川橋蔵、東千代之介、月形龍之介など主演級の出演者が揃ったオールスターキャスト映画である。

## ストーリー
江戸幕府は、伊賀柳生藩に、「百万両の鍵を持つ」との言い伝えが代々伝わる家宝「こけ猿の壺」が存在するとの情報をつかむ。幕府は謀反の軍資金を疑い、公儀隠密・蒲生泰軒に壺の奪還を命じる一方、城代家老を江戸城に集めてのくじ引きを装った工作で、柳生藩主を日光普請奉行にむりやり選出し、日光東照宮の改修工事のための出費を命じる。
貧しい柳生藩は「こけ猿の壺」を使って工事資金を捻出しようとするが、壺は藩主の弟・源三郎が婚約者・萩乃に贈る記念品として江戸に持ち出していた。萩乃の父・司馬十方斎は剣術道場の師範であったが、病で余命幾ばくもなかった。師範代の峰丹波は、十方斎に代わって道場を乗っ取るためにこの婚約を破棄させ、あるいは「こけ猿の壺」をゆすろうと、十方斎の病気を源三郎側に隠し、何も知らない源三郎が到着した際に恥をかくように仕組んだ。
しかし同様に「こけ猿の壺」伝説を知る盗賊・与吉が、源三郎の滞在する宿屋から壺を盗み出してしまう。与吉の兄貴分である隻眼隻腕の浪人・丹下左膳は、与吉から壺にまつわる「百万両の鍵」の言い伝えを知り、壺を取り上げて丹波が支配する司馬道場へ乗り込み、剣客たちを痛めつけて壺を見せつけ、高く売りつけようとする。道場に出入りする植木屋・金八が相手になり、互角に戦う。しかし、十方斎の死を知った丹波たちは2人の戦いをよそに立ち去る。きな臭さを感じた左膳は刀を納める。金八の正体は変装した源三郎であり、まだ見ぬ萩乃の姿を知るために市井に紛れ、丹波のたくらみも立ち聞きしていたのだった。左膳は源三郎に壺を返そうとするが、隠れていた蒲生が壺を一度奪い、取り返させたふりをして偽物にすり替えてしまう。
十方斎の葬儀に現れた源三郎は刀を祭壇に捧げ、新郎としての面目を保つ。丹波はここに至ってかつての植木屋の正体を知り、唇を噛む。源三郎と萩乃は十方斎の喪が明けるのを待ち、やがて婚礼を挙げ、源三郎が道場の新たな師範となる。
偽物の壺が柳生藩に戻る。壺の底が二重になっており、割ると中から手紙が出るが、壺が偽物であることを詫びる蒲生の声明文であり、藩主たちは肩を落とす。一方、本物の壺を幕府で調査した結果、同じく壺の二重底から手紙が出たが、柳生石舟斎の署名がされた手紙の内容は、金を欲しがる欲をいさめる道徳的な訓示に過ぎなかった。幕府は予定通り、自ら工事予算を組むことを決め、柳生藩に対する調査を終える。
道場乗っ取り計画がふいになったことで、丹波は左膳に恨みをつのらせて復讐の機会をうかがい、ある夜、萩乃および、左膳が息子代わりに育てていた孤児・ちょび安を誘拐し、2人を根岸のアジトに呼び出す。2人は一味を一網打尽にする。追い詰められた丹波が萩乃とちょび安に刀を突きつけたところで、奉行所の役人たちが突入し、丹波は逮捕される。
ちょび安が大事に持っていた守り袋に入っていた書き置きから、彼が柳生藩主の落胤であることが判明する。泰軒のもうひとつの密命はちょび安を探し出し、柳生藩に連れ帰ることだった。駕籠に乗せられたちょび安は左膳らに向かっていつまでも手を降った。

## 配役
- 丹下左膳：大友柳太朗

- 大岡越前守：月形龍之介
- 愚楽老人（公儀隠密元締）：薄田研二
- 蒲生泰軒（浮浪者風の老忍者）：大河内傳次郎

- お藤（左膳の妻）：長谷川裕見子
- ちょび安：松島トモ子
- お美代：櫻町弘子
- お蓮（十方斎の後妻）：喜多川千鶴

- 峰丹波：山形勲
- 柳生対馬守（藩主）：三島雅夫
- 田丸主水正（城代家老）：左卜全
- 石川半次郎：徳大寺伸
- 鼓の与吉：多々良純

- 安積去心斎：沢村宗之助
- 新見嘉門：明石潮
- 高大之進：上代悠司
- 司馬十方斎：高松錦之助
- 谷大八：富田仲次郎

- 一風宗匠：団徳麿
- 井上兵馬：小田部通麿
- 等々力十内：西村幹雄
- 南部公：源八郎
- 玄庵（医師）：堀広太郎
- 岩渕達之助：楠本健二

- お美津：美山れい子
- お稲：七條友里子
- お花：西辻利々子
- お清：横田真佐子
- お由：月山路子
- お梅：月笛好子
- お町：紙屋みどり

- 萩乃：美空ひばり
- 将軍吉宗：東千代之介
- 柳生源三郎：大川橋蔵

## スタッフ
- 監督：松田定次
- 製作：大川博
- 企画：辻野公晴、中村有隣
- 原作：林不忘
- 脚本：中山文夫
- 撮影：川崎新太郎
- 照明：中山治雄
- 録音：石原貞光
- 美術：川島泰三
- 編集：宮本信太郎
- 音楽：深井史郎
- 和楽：望月太明吉
- 進行主任：池田利次

- 装置：上羽清次郎
- 背景：宮内省吾
- 装飾：佐藤彰
- 記録：田中美佐江
- 衣裳：佐々木常久
- 美粧：林政信
- 結髪：妹尾茂子
- スチール：熊田陽光
- 擬斗：足立伶二郎
- 助監督：仲木睦
- 撮影助手・計測：古谷伸
- 照明助手：上田耕太郎
- 録音助手：安田俊一
- 美術助手：富田治郎
- 編集助手：細谷修三
- 色彩助手：川上晃
- 演技事務：伊駒実麿
- 進行：片岡照七
- 色彩考証：和田三造
- 衣裳考証：甲斐荘楠音
- 挿入歌：万城目正
- 現像：東洋現像所

## 興行

### 同時上映
封切り時の同時上映作品は『台風息子 最高殊勲の巻』（原作：摂津茂和、監督：小石栄一、脚本：八木沢武孝、主演：江原真二郎）。本作の前のプログラムで公開された『台風息子 修学旅行の巻』（原作・脚本・監督・主演は同じ）の続編である。

## ネット通信
大友柳太朗の生誕110年を記念して、YouTube「東映時代劇YouTube」で、2022年6月18日19:00（JST）から同年同月26日23:59（JST）まで無料配信が行われた。